# Derde honkman

Veldpositie van de derde honkman

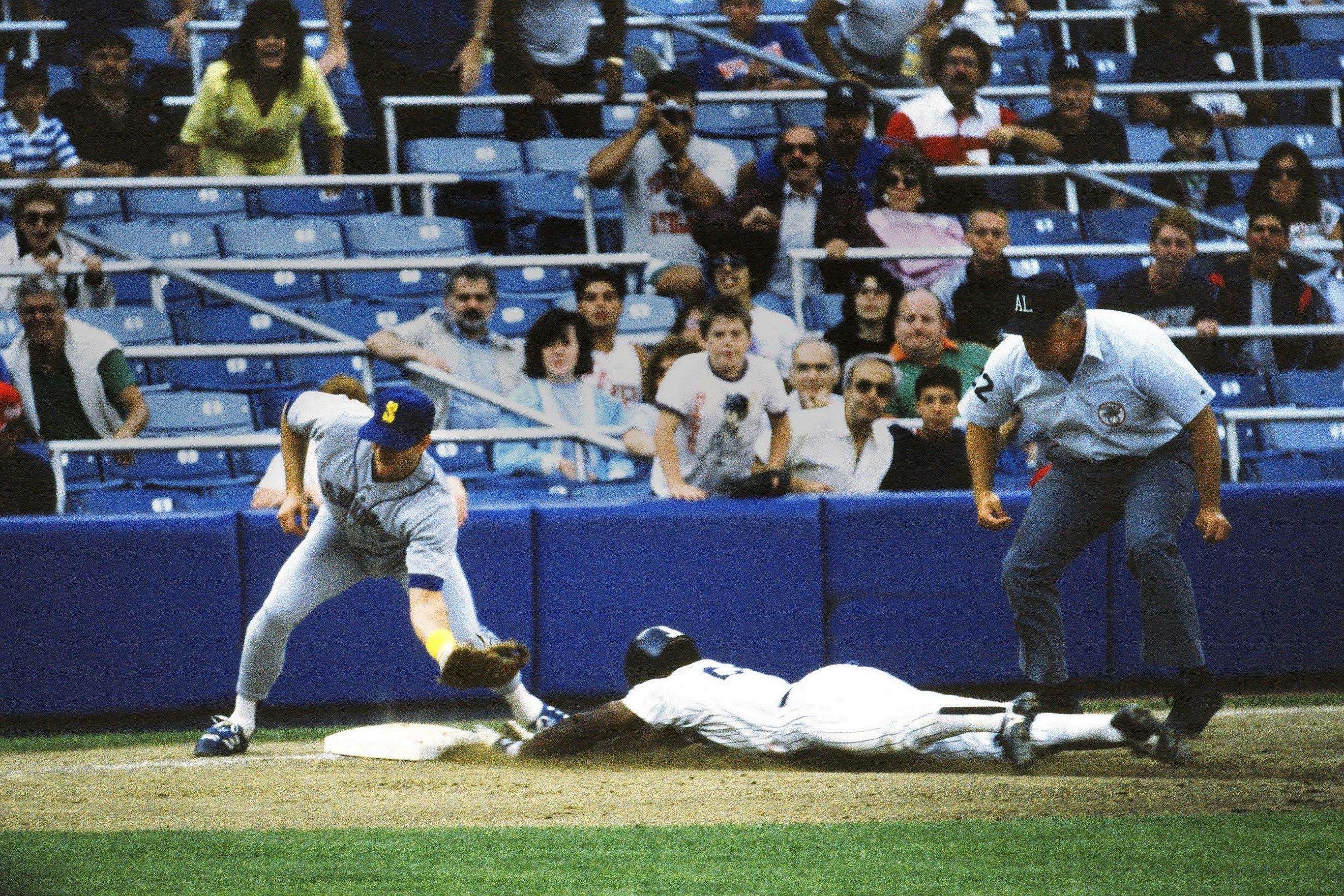
Loper Rickey Henderson steelt derde honk voor de New York Yankees. Derde honkman van de Seattle Mariners Jim Presley is te laat met uittikken.

De derde honkman, ook met het Engelse woord third base of third baseman aangeduid, is een speler in het honkbal of softbal die, als zijn team verdedigt, het derde honk bewaakt. Het vaste nummer van deze veldpositie is 5.

## Vereisten
De derde honkman is een speler met een sterke gooiarm en een snel reactievermogen. Hij moet in staat zijn om een geslagen bal snel te vangen en adequaat te verwerken naar een ander honk om daar een loper uit te maken. Vaak is dat in een spelsituatie het eerste honk, waar de slagman komt aangelopen. De diagonale werpafstand tussen derde en eerste honk is de langste in het binnenveld en dat betekent dat een accuraat en sterk werpvermorgen vereist is.

## Specifieke spelvaardigheden
De speler moet in staat zijn om hard geslagen line-drives die rechts van het derde honk langskomen adequaat te vangen en te verwerken. Ook is hij verantwoordelijk voor de opofferingsstootslag (of "bunt") in het linksveld geslagen waar hij door in te lopen deze dient te vangen en verder te verwerken. Wordt er een hoge foutslag links van de zijlijn geslagen dan is deze ook bedoeld voor deze positie om te vangen en zo de slagman uit te krijgen.

## Dubbelspel
Een derde honkman is ook onderdeel van een dubbelspel. Een hard geslagen bal moet indien er een gedwongen loopsituatie is met een loper op het eerste honk snel verwerkt worden naar het eerste honk om zo de aanlopende slagman te helpen uitkrijgen waarna de eerste honkman via doorgooi naar het tweede honk ook de andere loper uit kan krijgen. Ook een omgekeerd dubbelspel waarin eerst naar het tweede honk gegooid dient te worden is een spelsituatie waarin de derde honkman snel en adequaat dient te beslissen met betrekking tot de juiste aangooi.

## Profiel
De positie is niet de meest intensieve veldpositie omdat niet het merendeel van de veldacties richting derde honk gaan. Een typische derde honkspeler is een stabiele rechttoe rechtaan veldspeler die een aantal specifieke vaardigheden perfect beheerst en als automatisme kan uitvoeren. De positie vereist langdurige training op de vereiste te beheersen spelsituaties waarin de speler vaste handelingen verricht. Gezien de positie van het derde honk is de overgrote meerderheid van de derde honkspelers rechtshandig qua gooien omdat dit de aangooi naar de andere honken het meest vergemakkelijkt.